# Птахи, занесені до Червоної книги Азербайджану
До першого видання Червоної книги Азербайджану (1989) було включено 34 видів птахів. До другого видання включено 72 види птахів.
| Ілюстрація | Назва                | Наукова назва                    | Статус                                                                                           | Поширення | Місця проживання                                                                                         | Джерела інформації                                                                                |
| ---------- | -------------------- | -------------------------------- | ------------------------------------------------------------------------------------------------ | --- | --- | ------------------------------------------------------------------------------------------------- |
|            | Пелікан рожевий      | Pelecanus onocrotalus            | Рідкісний, що скорочується в чисельності зимівля вид                                             | Мінгечаурське водосховище, Нахічевань, Каспійське море. | Взимку зустрічаються на море і в великих водоймах.                                                       | Червона книга Азербайджанської РСР, 1989 г. Тваринний світ Азербайджану. Том III. Хребетні, 2000. |
|            | Пелікан кучерявий    | Pelecanus crispus                | Рідкісний, що скорочується в чисельності вид                                                     | Мінгечаурське водосховище, Нахічевань, Каспійське море. | Зустрічається взимку майже на всіх великих водоймах.                                                     | Червона книга Азербайджанської РСР, 1989 г. Тваринний світ Азербайджану. Том III. Хребетні, 2000. |
|            | Косар                | Platalea leucorodia              | Рідкісний, що скорочується в чисельності, гніздяться вид                                         | Аггьол, Кизилагач, Махмудчала. | Низинні водойми, порослі очеретом                                                                        | Червона книга Азербайджанської РСР, 1989 г. Тваринний світ Азербайджану. Том III. Хребетні, 2000. |
|            | Лелека чорний        | Ciconia nigra                    | Дуже рідкісний, що скорочується в чисельності вид                                                | Ленкоранський район | Передгірні і ниці лісу                                                                                   | Червона книга Азербайджанської РСР, 1989 г. Тваринний світ Азербайджану. Том III. Хребетні, 2000. |
|            | Фламінго рожевий     | Phoenicopterus roseus            | Рідкісний, що скорочується в чисельності, що зимує і пролітний вид                               | Зимує на Каспійському морі. Найбільш стабільні місця зимівель-Кизилагачський затоку, Апщеронского півострова, Ширванський заповідник, на південь від дельти Кури, Аггьол, Сарису. | Віддає перевагу відкритим мілководдя морських заток і озера                                              | Червона книга Азербайджанської РСР, 1989 г. Тваринний світ Азербайджану. Том III. Хребетні, 2000. |
|            | Лебідь-шипун         | Cygnus olor                      | Рідкісний зимівля і пролітний вид                                                                | Зимує на Каспійському морі. Найбільш стабільні місця зимівель-Кизилагачський затоку, Апщеронского півострова, Ширванський заповідник, на південь від дельти Кури, Аггьол, Сарису. | Відкриті плеса озер, морське узбережжя.                                                                  | Червона книга Азербайджанської РСР, 1989 г. Тваринний світ Азербайджану. Том III. Хребетні, 2000. |
|            | Лебідь малий         | Cygnus bewickii                  | Рідкісний пролітний вид, чисельність скорочується                                                | Каспійське море | Берегова смуга Каспію                                                                                    | Червона книга Азербайджанської РСР, 1989 г. Тваринний світ Азербайджану. Том III. Хребетні, 2000. |
|            | Казарка червоновола  | Rufibrenta ruficollis            | Рідкісний, що знаходиться під загрозою зникнення, зимівля вид                                    | Ленкоранський район Кизилагачський заповідник | | Червона книга Азербайджанської РСР, 1989 г. Тваринний світ Азербайджану. Том III. Хребетні, 2000. |
|            | Чирянка вузькодзьоба | Anas angustirostris              | Рідкісний зимівля і спорадично гніздяться вид                                                    | Річка Кура Ленкоранський район. Озера. | Під час гніздування — мілководні прісні і солонуваті водойми і острівці з очеретяними чагарниками        | Червона книга Азербайджанської РСР, 1989 г. Тваринний світ Азербайджану. Том III. Хребетні, 2000. |
|            | Скопа                | Pandion haliaetus                | Рідкісний, швидко скорочується в чисельності вид                                                 | Річка Кура Каспійське море | Високостовбурні лісу, розташовані біля водойм, багатих рибою.                                            | Червона книга Азербайджанської РСР, 1989 г. Тваринний світ Азербайджану. Том III. Хребетні, 2000. |
|            | Орлан-білохвіст      | Haliaeetus albicilla             | Рідкісний, швидко скорочується в чисельності вид                                                 | Каспій і по берегах Кури і Араксу. Орлана можна спостерігати і на Апшероне. | Взимку відвідує в пошуках їжі береги річок, озер і моря. Ночує на високих деревах.                       | Червона книга Азербайджанської РСР, 1989 г. Тваринний світ Азербайджану. Том III. Хребетні, 2000. |
|            | Яструб великий       | Accipiter gentilis               | Рідкісний, що скорочується в чисельності, осілий вид                                             | Гірські і передгірні ліси республіки | Дотримується лісової зони                                                                                | Червона книга Азербайджанської РСР, 1989 г. Тваринний світ Азербайджану. Том III. Хребетні, 2000. |
|            | Тетерук кавказький   | Lynirus mlokosiewiczi            | Рідкісний, що скорочується в чисельності, осілий вид                                             | Мешкає в горах Великого і Малого Кавказу | Гніздиться в альпійській і субальпійській зонах.                                                         | Червона книга Азербайджанської РСР, 1989 г. Тваринний світ Азербайджану. Том III. Хребетні, 2000. |
|            | Орел степовий        | Aquila nipalensis                | У межах Азербайджану рідкісний пролітний вид                                                     | Зустрічається тільки під час прольоту на західному березі Каспію | Відкриті місця з ковилового і полинового рослинністю                                                     | Червона книга Азербайджанської РСР, 1989 г. Тваринний світ Азербайджану. Том III. Хребетні, 2000. |
|            | Орел-могильник       | Aquila heliaca                   | Рідкісний вид, чисельність якого скорочується                                                    | Взимку — в Муганской, Сальянского і Ленкоранской рівнинах. | Розріджені ліси, окремі гаї та групи дерев                                                               | Червона книга Азербайджанської РСР, 1989 г. Тваринний світ Азербайджану. Том III. Хребетні, 2000. |
|            | Беркут               | Aquila chrysaёtos                | Рідкісний вид, чисельність якого в Азербайджані і в усьому світі скорочується                    | Гірські райони республіки | Житла різноманітні, гніздяться на прямовисних скелях і високих деревах біля верхньої межі гірських лісів | Червона книга Азербайджанської РСР, 1989 г. Тваринний світ Азербайджану. Том III. Хребетні, 2000. |
|            | Ягнятник             | Gypaetus barbatus                | Зникаючий осілий вид.                                                                            | Гори Великого і Малого Кавказу і Талиша | Скелясті ділянки гір, взимку спускається в низовині                                                      | Червона книга Азербайджанської РСР, 1989 г. Тваринний світ Азербайджану. Том III. Хребетні, 2000. |
|            | Змієїд               | Circaetus ferox                  | Рідкісний перелітні-гніздяться вид, чисельність якого скорочується.                              | Гобустан, Боздаг, Зуванд, долина р. Аракс | Арідні ландшафти                                                                                         | Червона книга Азербайджанської РСР, 1989 г. Тваринний світ Азербайджану. Том III. Хребетні, 2000. |
|            | Балабан              | Falco cherrug                    | Рідкісний зимівля вид.                                                                           | Зимує в низинних районах республіки. Прилітає в жовтні, відлітає в березні | Мешкає взимку в різних лісових і відкритих ландшафтах                                                    | Червона книга Азербайджанської РСР, 1989 г. Тваринний світ Азербайджану. Том III. Хребетні, 2000. |
|            | Сапсан               | Falco peregrinus                 | Рідкісний гніздяться і зимує, що скорочується в чисельності вид.                                 | Зустрічається в Кура-Араксинськой низовини, на узбережжі Каспію. | Живе в заростях очерету на озерах                                                                        | Червона книга Азербайджанської РСР, 1989 г. Тваринний світ Азербайджану. Том III. Хребетні, 2000. |
|            | Улар прикаспійський  | Tetraogallus caspicus            | Зникаючий осілий вид, чисельність і ареал якого скорочуються                                     | Високогірна зона Малого Кавказу. | Мешкає в альпійській зоні                                                                                | Червона книга Азербайджанської РСР, 1989 г. Тваринний світ Азербайджану. Том III. Хребетні, 2000. |
|            | Фазан талышский      | Phasianus colchicus talischensis | Осілий підвид, чисельність якого в межах Азербайджану різко скорочується                         | Передгір'ї і гірські ліси Талиша | Передгірні і середньо-гірські непрохідні ліси і густі чагарникові зарості                                | Червона книга Азербайджанської РСР, 1989 г. Тваринний світ Азербайджану. Том III. Хребетні, 2000. |
|            | Турач                | Francolinus francolinus          | Рідкісний осілий вид                                                                             | Кизилагацький заповідник | Ділянки, зарослі чагарниками                                                                             | Червона книга Азербайджанської РСР, 1989 г. Тваринний світ Азербайджану. Том III. Хребетні, 2000. |
|            | Султанка             | Porphyrio poliocephalus          | Рідкісний осілий вид                                                                             | Зустрічається на оз. Агзибір і в водоймах Мильській степу | Очеретяні зарості                                                                                        | Червона книга Азербайджанської РСР, 1989 г. Тваринний світ Азербайджану. Том III. Хребетні, 2000. |
|            | Дрохва               | Otis tarda                       | Рідкісний зимівля вид                                                                            | Кизилагачський заповіднику, Аджіноурской, Муганской і Ширванській степах | Тримається на відкритих ділянках степу                                                                   | Червона книга Азербайджанської РСР, 1989 г. Тваринний світ Азербайджану. Том III. Хребетні, 2000. |
|            | Хохітва              | Otis tetrax                      | Рідкісний зимівля вид, що скорочується в чисельності                                             | Зимує в Кура-Араксинськой і Ленкоранской низовинах | Основні місця зимівлі — степи і напівпустелі                                                             | Червона книга Азербайджанської РСР, 1989 г. Тваринний світ Азербайджану. Том III. Хребетні, 2000. |
|            | Chlamydotis undulata | Chlamydotis undulata             | У межах республіці дуже рідкісний, різко скорочується в чисельності пролітний вид.               | На початку XX ст. гніздився в долині р. Аракс | Глинисто-солончакові напівпустелі, долини р. Аракс і відроги передгірних хребтів.                        | Червона книга Азербайджанської РСР, 1989 г. Тваринний світ Азербайджану. Том III. Хребетні, 2000. |
|            | Чайка степова        | Chettussia gregaria              | У межах Азербайджану рідкісний пролітний вид, чисельність якого скорочується                     | Ленкоранской і Муганской рівнинах, долині р. Аракс в Нахічеванської АР. | Полиновий степ і солонці, рідко зрошувана рілля                                                          | Червона книга Азербайджанської РСР, 1989 г. Тваринний світ Азербайджану. Том III. Хребетні, 2000. |
|            | Chettusia leucura    | Chettusia leucura                | В Азербайджані рідкісний гніздовий вид                                                           | Кура-Араксинська низовина | Населяє мілководдя озер і заток                                                                          | Червона книга Азербайджанської РСР, 1989 г. Тваринний світ Азербайджану. Том III. Хребетні, 2000. |
|            | Дерихвіст степовий   | Glareola nordmanni               | Рідкісний перелітний вид з обмеженим поширенням                                                  | Кура-Араксинська низовина | Острівці в системі озер, обсохшіе коси                                                                   | Червона книга Азербайджанської РСР, 1989 г. Тваринний світ Азербайджану. Том III. Хребетні, 2000. |
|            | Рябок білочеревий    | Pterocles alchata                | Рідкісний перелітні-гніздиться і дуже рідко зимує підвид, чисельність якого швидко скорочується. | Кура-Араксинська низовина | Степи, напівпустелі, відроги хребтів                                                                     | Червона книга Азербайджанської РСР, 1989 г. Тваринний світ Азербайджану. Том III. Хребетні, 2000. |
|            | Соловейко білогорлий | Irania gutturalis                | Рідкісний перелітні-гніздяться вид на периферії ареалу                                           | Нахічеванська АР і Талиш | Невисокі кам'янисті гори                                                                                 | Червона книга Азербайджанської РСР, 1989 г. Тваринний світ Азербайджану. Том III. Хребетні, 2000. |
|            | Parus hyrcanus       | Parus hyrcanus                   | Рідкісний осілий вид з обмеженим поширенням                                                      | Лісовий пояс гірського Талиша | Середній і верхній пояса широколиственного гірського лісу.                                               | Червона книга Азербайджанської РСР, 1989 г. Тваринний світ Азербайджану. Том III. Хребетні, 2000. |